# Узяр
Узяр — река в России, протекает в Пермском крае. Устье реки находится в 29 км по правому берегу реки Ошья. Длина реки составляет 10 км.

## Данные водного реестра
По данным государственного водного реестра России относится к Камскому бассейновому округу, водохозяйственный участок реки — Буй от истока до Кармановского гидроузла, речной подбассейн реки — бассейны притоков Камы до впадения Белой. Речной бассейн реки — Кама.
Код объекта в государственном водном реестре — 10010101112111100016397.